# Villa Zeno
| Imagem: Cidade de Vicenza e Villas de Palladio no Véneto | A Villa Zeno está incluída no sítio "Cidade de Vicenza e Villas de Palladio no Véneto", Património Mundial da UNESCO. |  |

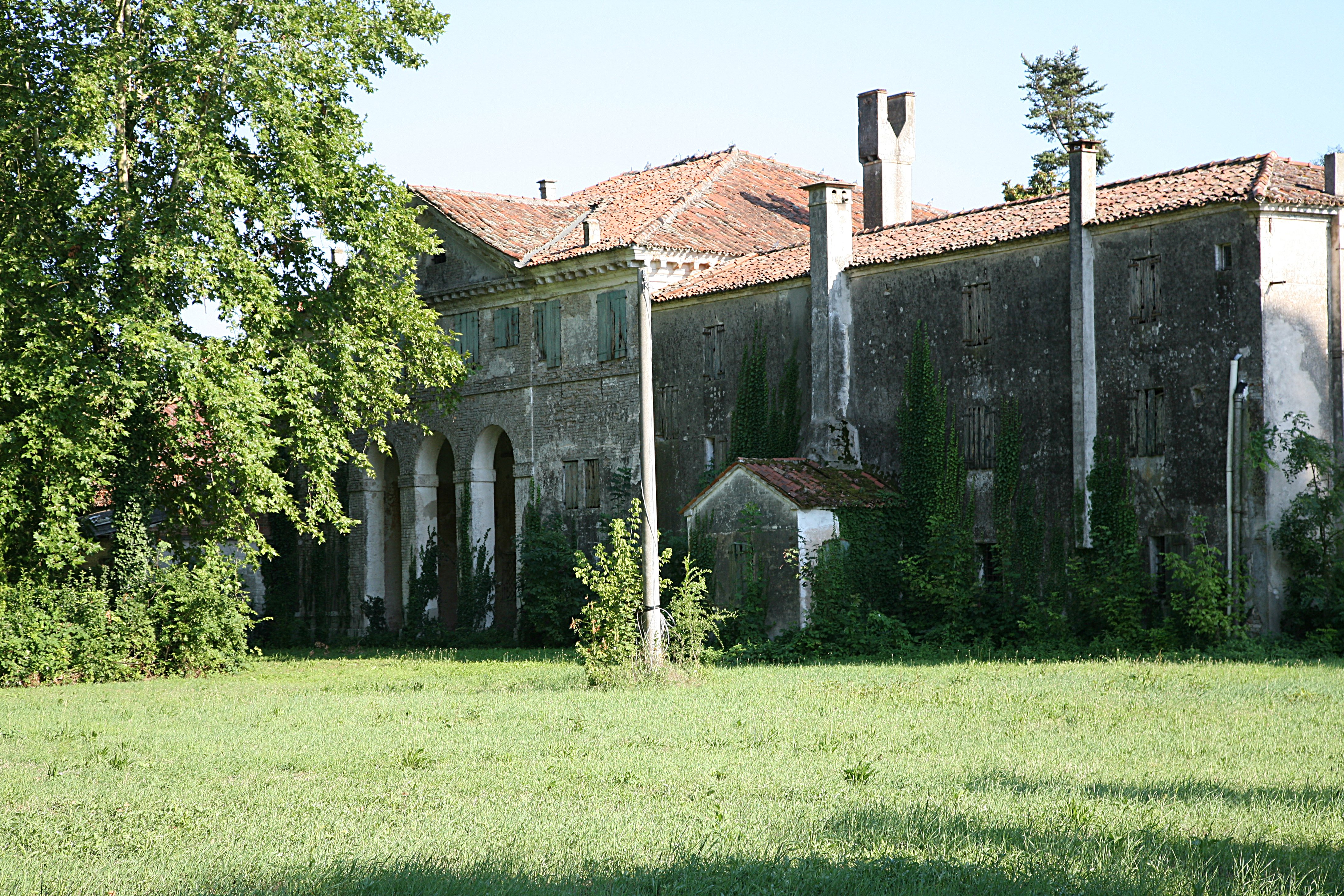
Fachada da Villa Zeno

A Villa Zeno é uma villa italiana do Véneto situada em Donegal di Cessalto, Província de Treviso. Foi projectada pelo arquitecto Andrea Palladio, provavelmente, em 1554, de acordo com uma encomenda de Marco Zeno. O edifício encontra-se próximo da auto-estrada entre Veneza e Trieste, mas foi construído para ficar frente a um canal que servia como meio principal de chegada à villa.
A Villa Zeno está classificada, desde 1996, como Património Mundial da Humanidade pela UNESCO, juntamente com as outras villas palladianas do Véneto.

## História e arquitectura

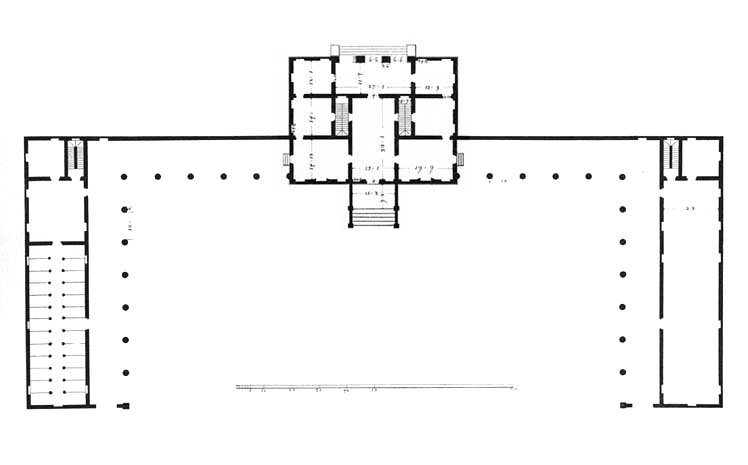
Planta da Villa Zeno desenhada Ottavio Bertotti Scamozzi em 1781

Não é certa a datação do projecto para a Villa Zeno em Cessalto, uma das menos conhecidas e, geograficamente falando, a mais oriental das villas palladianas. Hipóteses recentes fixam o projecto em 1554, ou seja, logo que Marco Zeno adquiriu a propriedade de Cessalto, e isso é bem compatível com as evidentes afinidades formais com outras villas do mesmo período, como a Villa Saraceno, em Finale di Agugliaro, e a Villa Caldogno, em Caldogno.
Securamente autografada, é publicada em I Quattro Libri dell'Architettura com grandes barchesse em ângulo recto, as quais, na realidade, só seriam realizadas nas primeiras décadas do século XVII. Sem dúvida, o projecto palladiano interveio transformando um edifício preexistente, o que poderá explicar algumas singularidades da planta. Fortemente modificada ao longo dos séculos, mas conserva uma fachada com uma galeria arcada e um frontão central bem definido que é de estilo palladiano. O telhado está coberto por telhas de argila da época e a estrutura é de tijolos cobertos por estuque, típico do grande arquitecto, o qual era capaz de conseguir grandes edifícios com materiais que, normalmente, eram considerados inferiores. Neste momento a villa já não mostra a janela termal original, tapada no século XVIII.
Em 1953 o edifício foi classificado e, de 1959 à actualidade, a Ente regionale per le ville venete começou a ocupar-se do estado de conservação do complexo. Apesar de fazer parte do sítio Cidade de Vicenza e Villas de Palladio no Véneto desde 1996, actualmente o complexo necesita de intervenções de restauro.

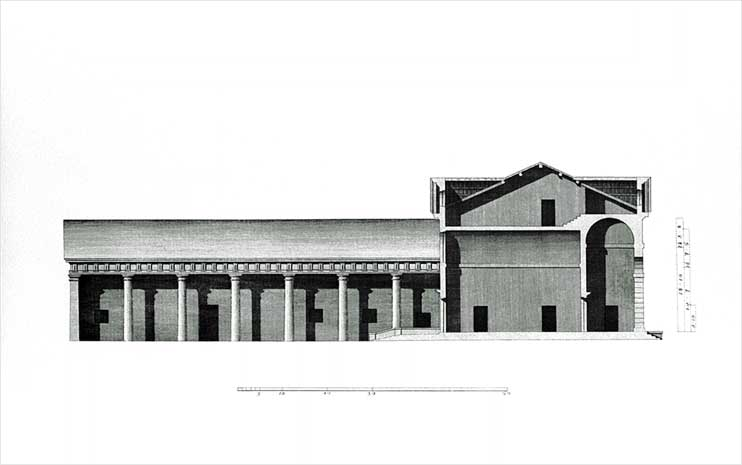
Secção da villa desenhada por Ottavio Bertotti Scamozzi em 1781
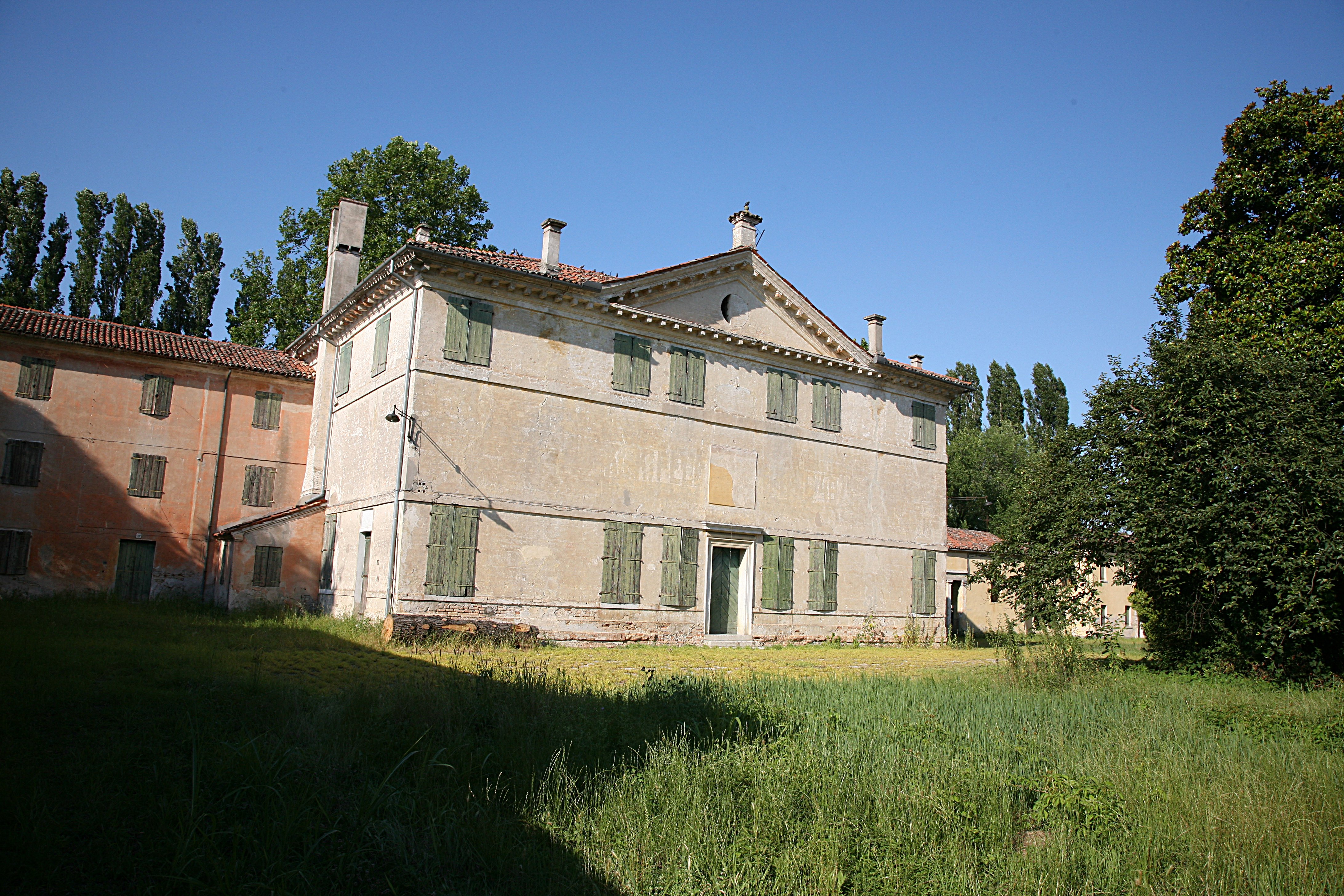
Fachada principal
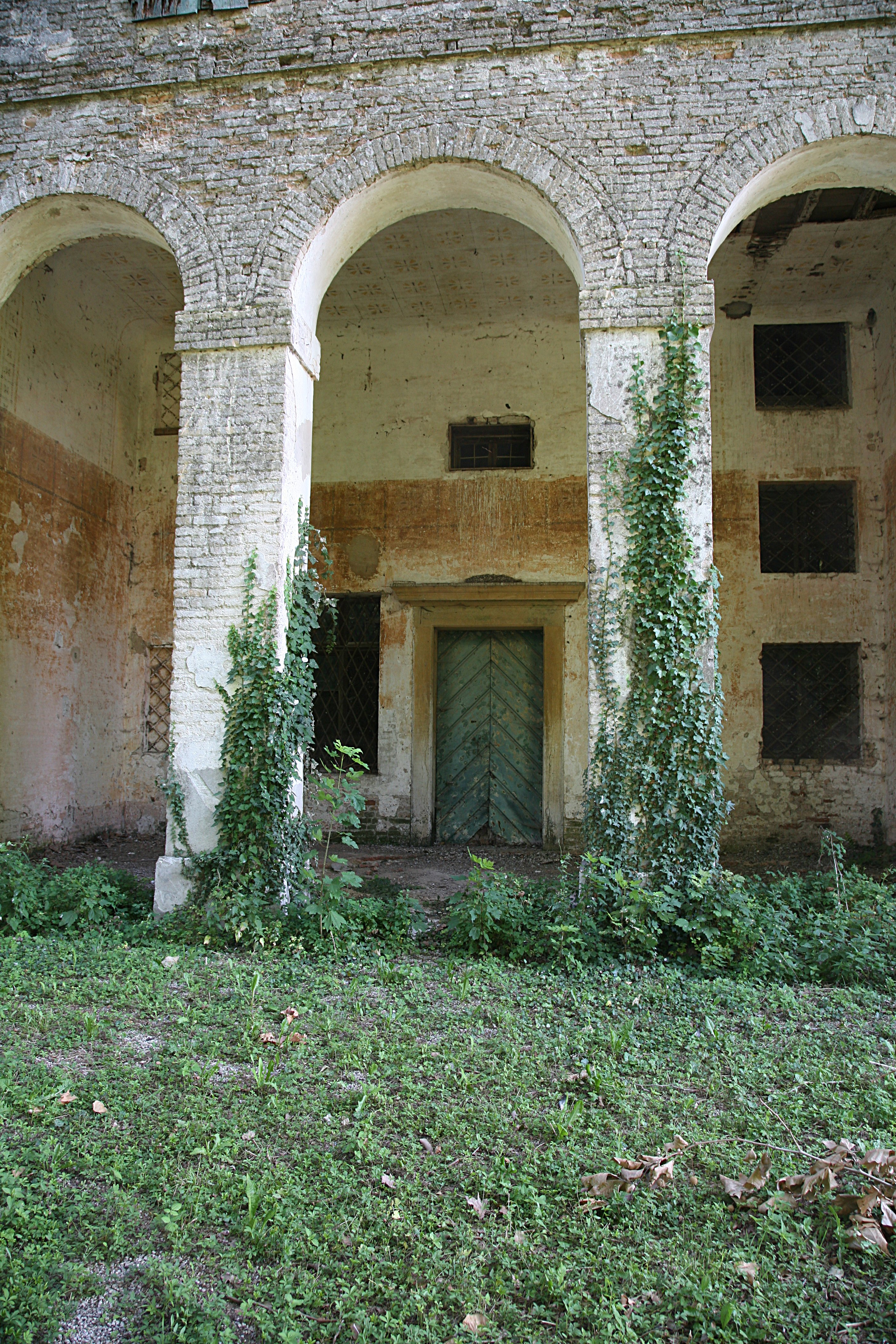
Detalhe da loggia
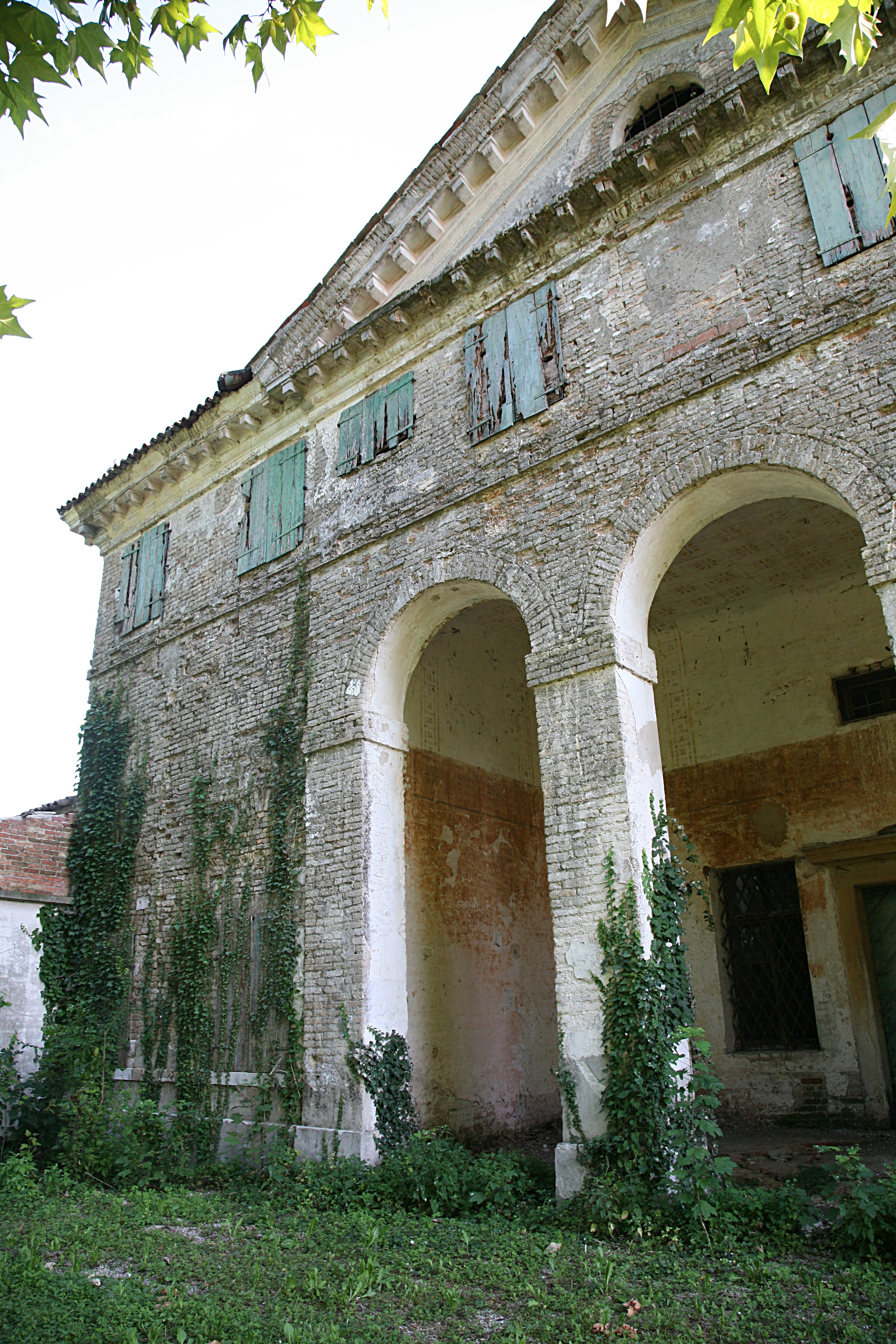
Detalhe da fachada